# Aglossochloris hazara
Aglossochloris hazara là một loài bướm đêm trong họ Geometridae.